# Hybryde Linux

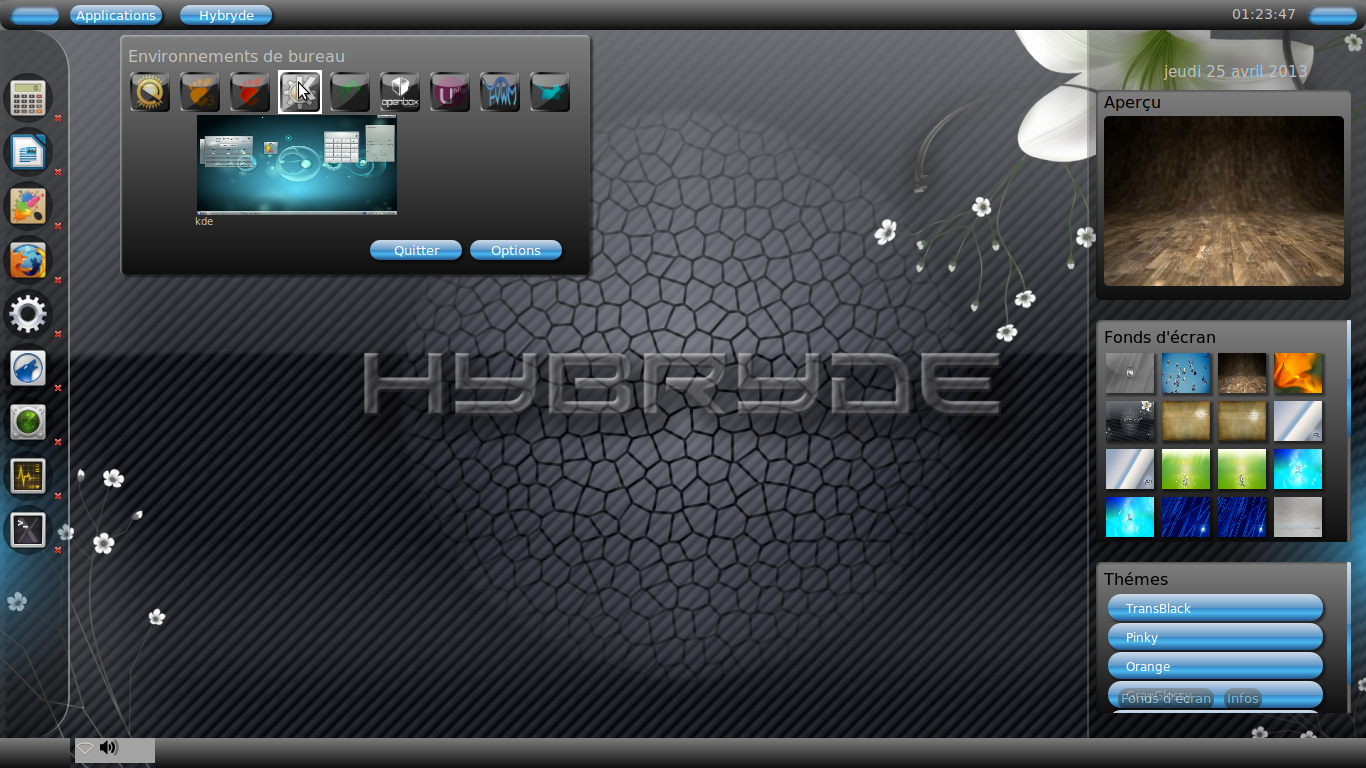
Editor de Hybryde.

Hybryde Linux es un concepto integral para la distribución de Linux Ubuntu.  HY-MENU  permite probar diferentes entornos de escritorio sin necesidad de reiniciar el ordenador o ir a través de un gestor de sesiones como GDM.  La última versión, Hybryde Fusión, ofrece los entornos de escritorio: Cinnamon, Enlightenment, FVWM, GNOME, KDE, LXDE, MATE, Openbox, Unity, Xfce.

## Historial de versiones
- Hybryde NirvanOs, marzo de 2011
- Hybryde EldoradOs, 2011[1]
- Hybryde-Evolution, mayo de 2012[2]
- Hybryde Fusion, mayo de 2013[3]